# Copa Tower 1907/08
Die Copa Tower 1907/08 war die erste Austragung des mexikanischen Fußball-Pokalwettbewerbs, der 1932 in Copa México umbenannt wurde. Das von dem britischen Botschafter Reginald Thomas Tower (1860–1939) initiierte und nach ihm benannte Turnier sollte ursprünglich nur einmalig ausgetragen werden, fand dann aber auch in den folgenden Spielzeiten statt. Das erste Pokalturnier Mexikos wurde zwischen den vier Mannschaften ausgespielt, die in derselben Spielzeit (1907/08) auch die mexikanische Fußballmeisterschaft ausgetragen haben. Es wurde von dem in der Meisterschaftsrunde sieglosen Team des Pachuca Athletic Club (4 Remis und 2 Niederlagen) mit der Bilanz von 3:0 Toren gewonnen.

## Modus
Das Turnier wurde im Anschluss an die Meisterschaft im K.o.-Verfahren ausgetragen. Es begann mit der am 12. Januar 1908 ausgetragenen Begegnung zwischen dem Club México und dem British Club und endete mit dem am 2. Februar 1908 ausgetragenen Pokalfinale.

## Die Spiele

### Halbfinale
|            | Ergebnis |              |
| ---------- | -------- | ------------ |
| CF México  | 0:1      | British Club |
| Reforma AC | 0:2      | Pachuca AC   |

### Finale
Das Finale wurde auf dem Sportplatz des Reforma Athletic Club ausgetragen und durch ein Tor von Pachucas C.Y. Cleall in der 68. Minute entschieden.
|              | Ergebnis |            |
| ------------ | -------- | ---------- |
| British Club | 0:1      | Pachuca AC |